# Associazione Calcio Monopoli 1990-1991
Questa pagina raccoglie le informazioni riguardanti l'Associazione Calcio Monopoli nelle competizioni ufficiali della stagione 1990-1991.

## Rosa
| N. |                   | Ruolo | Calciatore           |
| -- | ----------------- | ----- | -------------------- |
|    | Italia (bandiera) | P     | Paolo Di Sarno       |
|    | Italia (bandiera) | P     | Angelo Quaranta      |
|    | Italia (bandiera) | D     | Tiberio Ancora       |
|    | Italia (bandiera) | D     | Roberto Arrigoni     |
|    | Italia (bandiera) | D     | Danilo Careglio      |
|    | Italia (bandiera) | D     | Francesco Castrini   |
|    | Italia (bandiera) | D     | Francesco Colabello  |
|    | Italia (bandiera) | D     | Gennaro Costantino   |
|    | Italia (bandiera) | D     | Francesco Di Spirito |
|    | Italia (bandiera) | D     | Carmelo Fortunato    |
|    | Italia (bandiera) | D     | Claudio Ghedin       |
|    | Italia (bandiera) | D     | Giovanni Romito      |

| N. |                      | Ruolo | Calciatore           |
| -- | -------------------- | ----- | -------------------- |
|    | Italia (bandiera)    | C     | Giandomenico Balzano |
|    | Italia (bandiera)    | C     | Alessandro Celano    |
|    | Italia (bandiera)    | C     | Andrea Ciaramella    |
|    | Italia (bandiera)    | C     | Michele Menolascina  |
|    | Italia (bandiera)    | C     | Roberto Rizzo        |
|    | Italia (bandiera)    | C     | Vincenzo Rubino      |
|    | Italia (bandiera)    | C     | Eugenio Sgarbossa    |
|    | Italia (bandiera)    | C     | Sergio Sopranzi      |
|    | Italia (bandiera)    | A     | Gabriele Brancali    |
|    | Argentina (bandiera) | A     | Cesar Gustavo Ghezzi |
|    | Italia (bandiera)    | A     | Francesco Passiatore |
|    | Italia (bandiera)    | A     | Carlo Ricchetti      |
|    | Italia (bandiera)    | A     | Giuseppe Sassanelli  |

## Risultati

### Campionato

#### Girone di andata
| 16 settembre 1990 1ª giornata | Catania | 0 – 0 | Monopoli |  |

| 23 settembre 1990 2ª giornata | Monopoli | 0 – 0 | Siena |  |

| 30 settembre 1990 3ª giornata | Perugia | 1 – 0 | Monopoli |  |

| 7 ottobre 1990 4ª giornata | Monopoli | 1 – 0 | Arezzo |  |

| 14 ottobre 1990 5ª giornata | Fidelis Andria | 2 – 1 | Monopoli |  |

| 21 ottobre 1990 6ª giornata | Monopoli | 2 – 1 | Catanzaro |  |

| Arbitro: | Conocchiari (Macerata) |

|                   |           |                  |
| Ghezzi 76’ (rig.) | Marcatori | 70’ Enzo Concina |

| 11 novembre 1990 8ª giornata | Siracusa | 1 – 1 | Monopoli |  |

| 18 novembre 1990 9ª giornata | Monopoli | 2 – 1 | Campania Puteolana |  |

| 25 novembre 1990 10ª giornata | Licata | 1 – 1 | Monopoli |  |

| 2 dicembre 1990 11ª giornata | Giarre | 3 – 2 | Monopoli |  |

| 9 dicembre 1990 12ª giornata | Monopoli | 1 – 1 | Ternana |  |

| 16 dicembre 1990 13ª giornata | Casarano | 1 – 1 | Monopoli |  |

| 30 dicembre 1990 14ª giornata | Monopoli | 0 – 1 | Palermo |  |

| 6 gennaio 1991 15ª giornata | Torres | 2 – 1 | Monopoli |  |

| 13 gennaio 1991 16ª giornata | Monopoli | 1 – 0 | Casertana |  |

| 20 gennaio 1991 17ª giornata | Battipagliese | 2 – 2 | Monopoli |  |

#### Girone di ritorno
| 3 febbraio 1991 18ª giornata | Monopoli | 0 – 0 | Catania |  |

| 10 febbraio 1991 19ª giornata | Siena | 1 – 1 | Monopoli |  |

| 17 febbraio 1991 20ª giornata | Monopoli | 0 – 0 | Perugia |  |

| 24 febbraio 1991 21ª giornata | Arezzo | 0 – 2 | Monopoli |  |

| 3 marzo 1991 22ª giornata | Monopoli | 1 – 0 | Fidelis Andria |  |

| 17 marzo 1991 23ª giornata | Catanzaro | 2 – 1 | Monopoli |  |

| Arbitro: | Zuccolini (Reggio Emilia) |

|                     |           |  |
| Walter Mazzarri 28’ | Marcatori |  |

| 30 marzo 1991 25ª giornata | Monopoli | 1 – 1 | Siracusa |  |

| 7 aprile 1991 26ª giornata | Campania Puteolana | 1 – 2 | Monopoli |  |

| 14 aprile 1991 27ª giornata | Monopoli | 1 – 1 | Licata |  |

| 28 aprile 1991 28ª giornata | Monopoli | 1 – 1 | Giarre |  |

| 5 maggio 1991 29ª giornata | Ternana | 0 – 0 | Monopoli |  |

| 12 maggio 1991 30ª giornata | Monopoli | 0 – 0 | Casarano |  |

| 19 maggio 1991 31ª giornata | Palermo | 1 – 0 | Monopoli |  |

| 26 maggio 1991 32ª giornata | Monopoli | 2 – 2 | Torres |  |

| 2 giugno 1991 33ª giornata | Casertana | 3 – 0 | Monopoli |  |

| 9 giugno 1991 34ª giornata | Monopoli | 3 – 0 | Battipagliese |  |